# خور آذینی

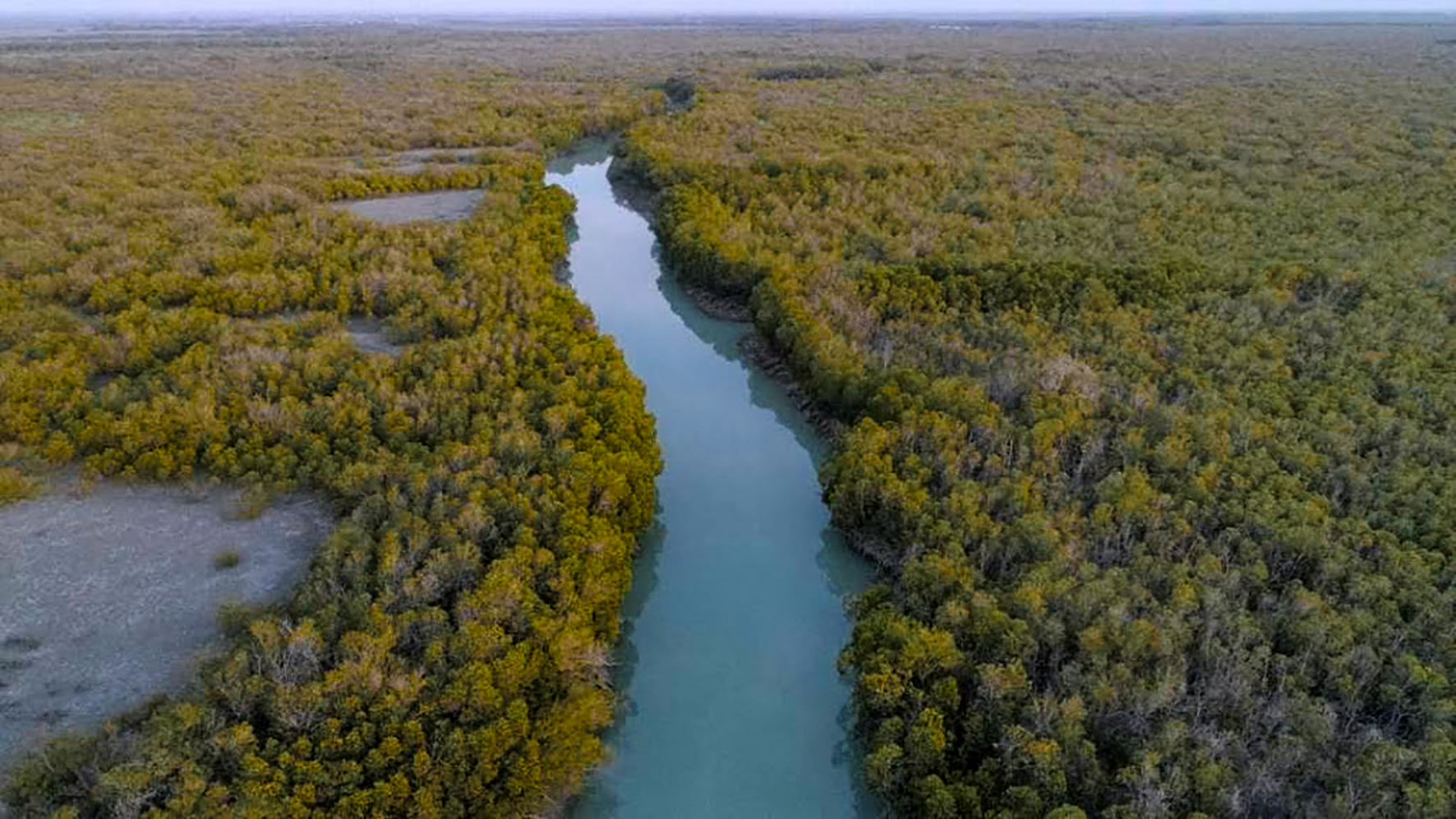
تالاب (خور) آذینی در روستای گونمردی

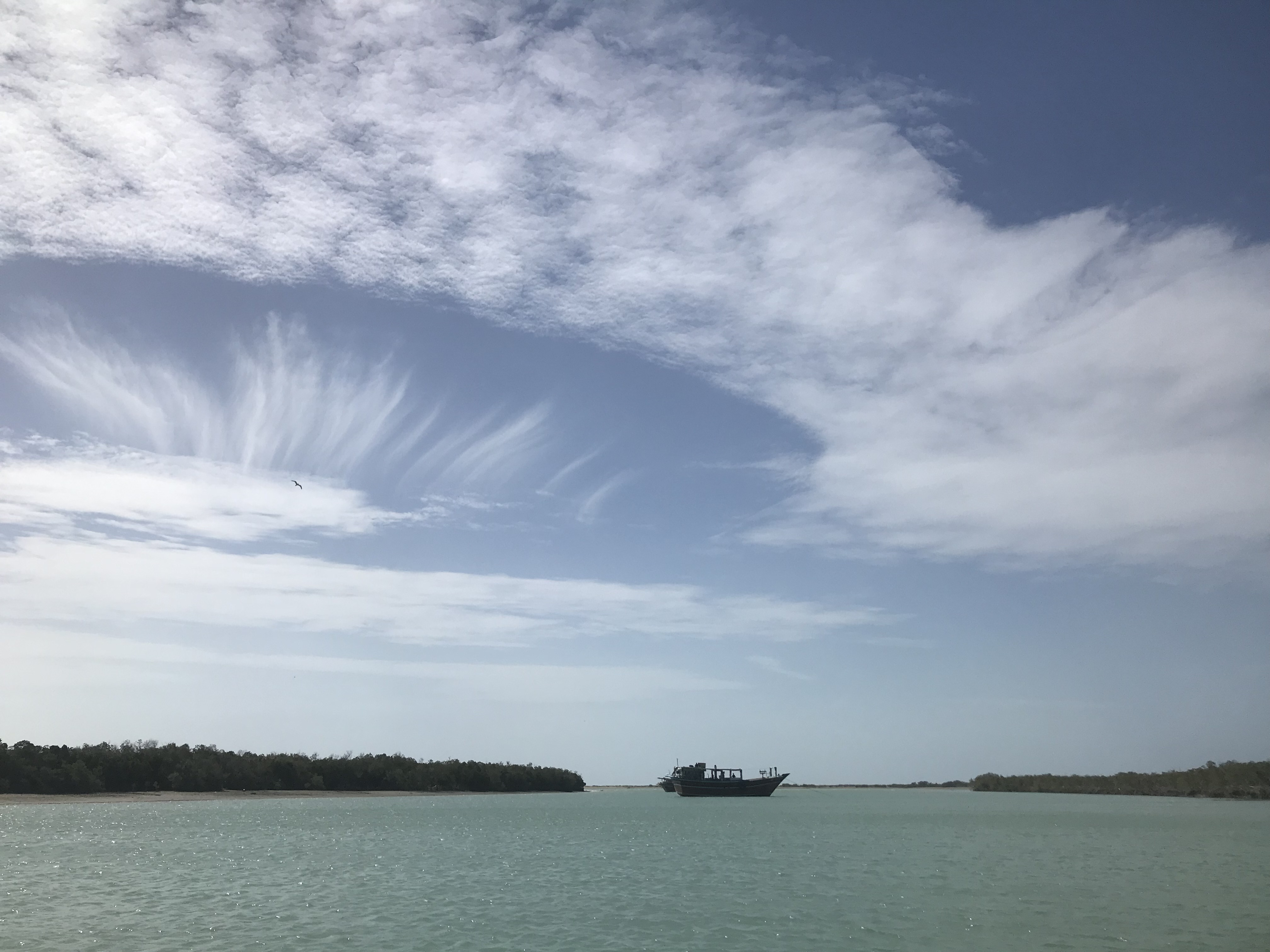
تالاب (خور) آذینی در روستای گونمردی

تالاب آذینی که به نام خور آذینی و خور سیریک نیز شناخته می‌شود، یک خور با طولی بیش از ۴ کیلومتر و وسعتی در حدود ۱۵ هزار هکتار در شهرستان سیریک و در ۳۵ کیلومتری شهر سیریک است. این خور یکی خورهای تالاب دلتای رود گز و حرا می باشد که یکی از چهار تالاب بین‌المللی استان هرمزگان است. در این تالاب انبوه درختان حرّا، گونهٔ منحصربه فرد چَندَل و گونه‌های مختلف جانوری و گیاهی وجود دارد.
شرایط زیستی حاکم بر جنگل‌های این منطقه موجب شده تا گونه‌های مختلف جانوران و گیاهان در آن ادامه حیات دهند و پرندگان بسیاری در زمستان به این منطقه مهاجرت کنند.
هنگام مدّ و بالا آمدن دریا می‌توان با قایق‌های موتوری در آبراه‌های این جنگل گشت و در هنگام جزر و پایین رفتن آب هم می‌توان نیمهٔ پنهان درختان زیر آب را دید.
تالاب دلتای رود گز و حرا در مختصات جغرافیایی ۵۷ درجه و ۱۱ دقیقه تا ۵۷ درجه و ۲۰ دقیقه شمال شرقی و ۲۶ درجه و ۲۶ دقیقه تا ۲۶ درجه در شمال‌شرقی تنگه هرمز، در حدفاصل شهرستان‌های سیریک و جاسک در شرق استان هرمزگان قرار دارد. این تالاب با وسعت ۱۵هزار هکتار در سال ۱۳۷۵ در کنوانسیون رامسر به ثبت رسید. در سال ۱۳۸۷ وسعت این تالاب به ۲۷ هزار و ۸۲۷ هکتار افزایش یافت.